# Kuźnia (obraz Goi)

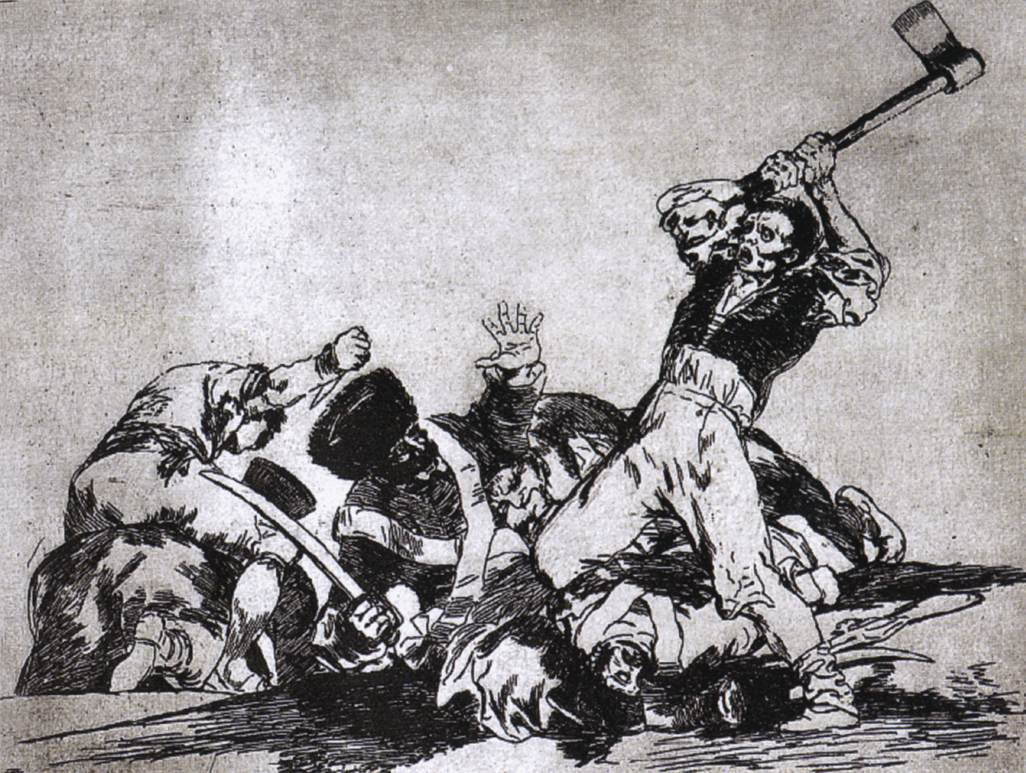
Rycina To samo z cyklu Okropności wojny, 1810–1820

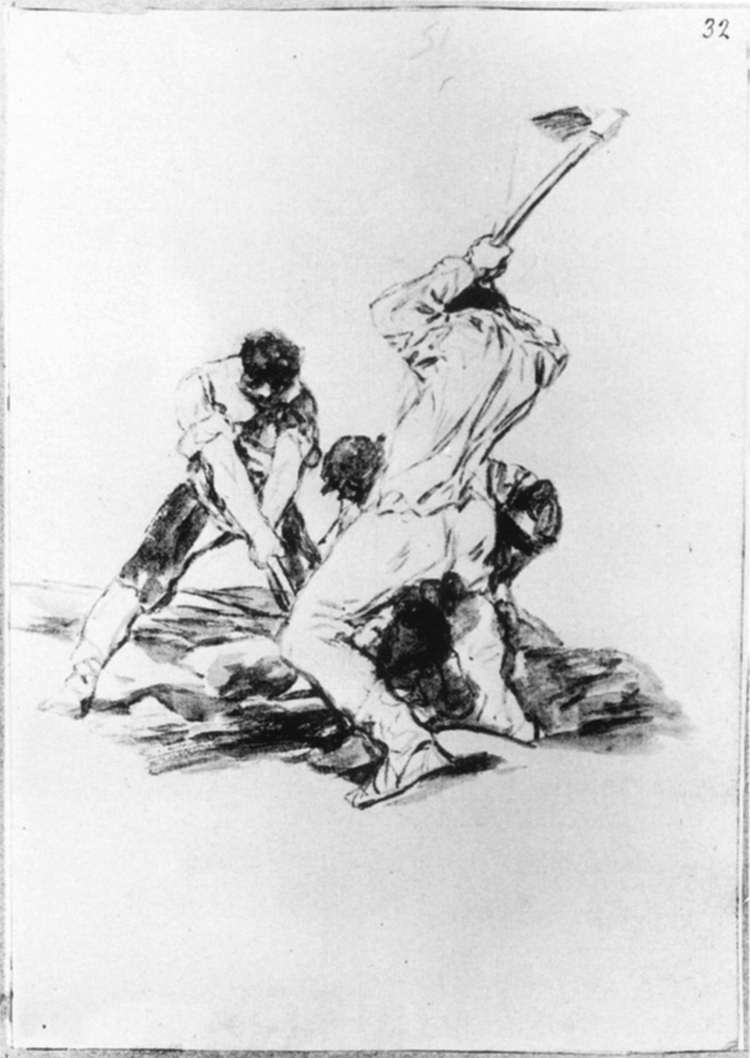
Rysunek przedstawiający mężczyzn kopiących w ziemi, Goya, ok. 1817

Kuźnia – (hiszp. La fragua) obraz hiszpańskiego malarza Francisca Goi. Obecnie znajduje się w nowojorskiej Frick Collection.
Po młodzieńczym okresie, w którym Goya malował obrazy w duchu rokoka oraz projekty gobelinów dla królewskiego dworu, tematyka jego prac coraz częściej zaczęła dotykać codziennych wydarzeń. Bohaterami jego prac były postacie z ludu, a ich wymowa coraz bardziej wiązała się z walką o wolność i prawa. Pod wpływem wojny wyzwoleńczej toczonej przeciwko Napoleonowi, w twórczości Goi pojawili się pierwsi proletariusze, przedstawieni w sposób daleki od sielskiej atmosfery. Przykładem tej tematyki są płótna: List, Szlifierz, Dziewczyna z dzbanem oraz późniejsza Kuźnia.
Obraz przedstawia mężczyzn podczas ciężkiej, fizycznej pracy w kuźni. Mężczyzna w białej koszuli, energicznie zamachuje się młotem. Na kowadle widać rozgrzany do czerwoności kawałek metalu, w który za chwilę uderzy młot. Kowal w rozchełstanej koszuli przytrzymuje metal obcęgami. Widoczna jest muskulatura mężczyzn, ich rysy są mocne i grube, a ich sylwetki są symbolem proletariackiej siły. Możliwa jest również alegoryczna interpretacja – hiszpański lud wykuwa przyszłość Hiszpanii na kowadle jej dziejów.
Podobna kompozycja znajduje się na rycinie pt. To samo z cyklu Okropności wojny. Podobnie jak kowal młotem, mężczyzna na rycinie zamachuje się siekierą. Obraz nawiązuje także do rysunku przedstawiającego trzech mężczyzn kopiących w ziemi.
Podobnie jak w przypadku wielu obrazów Goi przedstawiających zwykłych Hiszpanów, to dzieło nie powstało na zamówienie, ani nie zostało wystawione czy sprzedane za życia malarza. Po jego śmierci, obraz odziedziczył jego syn Javier, a później został nabyty przez króla Ludwika Filipa do jego galerie espagnole w Luwrze, gdzie był wystawiany od 1838 do 1851, kiedy został wysłany do Anglii. W 1853 roku obraz został sprzedany w domu aukcyjnym Christie w Londynie, skąd ostatecznie trafił do Frick Collection w Nowym Jorku.